# Comuna Verhnea Lanna, Karlivka
Verhnea Lanna (în ucraineană Верхня Ланна) este o comună în raionul Karlivka, regiunea Poltava, Ucraina, formată din satele Holodne Pleso, Redutî și Verhnea Lanna (reședința).

## Demografie
Componența lingvistică a comunei Verhnea Lanna
     Ucraineană (97,48%)
     Rusă (1,89%)
     Alte limbi (0,64%)
Conform recensământului din 2001, majoritatea populației comunei Verhnea Lanna era vorbitoare de ucraineană (97,48%), existând în minoritate și vorbitori de rusă (1,89%).